# 賽普勒斯烤肉

賽普勒斯烤肉

賽普勒斯烤肉（希臘語：σούβλα）是一道来自塞浦路斯的流行菜肴，为串在长烤肉串上的大块烤肉。很多地区出现了自己的烹饪方法，其中以来自莱斯村的莱西奥蒂基苏瓦拉这一衍生菜肴较为流行。塞浦路斯人主要在庆祝圣诞节、复活节等节日时食用賽普勒斯烤肉。